# Telkom Indonesia
PT Telekomunikasi Indonesia (Telkom Indonesia) — телекомунікаційна компанія в Індонезії. Компанія є напів-приватизованою державною компанією. Останнім часом[коли?] компанія має монополію на надання послуг міського, міжміського та міжнародного телефонного зв'язку в країні. Це незабаром[коли?] припиниться, оскільки уряд Індонезії почав робити впевнені кроки до дерегулювання ринку телефонного зв'язку.
Ще однією компанією, в активі якої є ліцензія на надання послуг телефонного зв'язку, є телекомунікаційна компанія Indosat.